# Trade
Trade is een Duits/Amerikaanse film (2007) van regisseur Marco Kreuzpaintner over vrouwen- en kinderhandel. Hij baseerde zijn verhaal op het artikel ' The Girls Next Door ', dat journalist Peter Landesman op 25 januari 2004 publiceerde in de New York Times. In Trade wordt Spaans en Engels gesproken.

## Inhoud

### Proloog
De Poolse Veronika (Alicja Bachleda-Curus) laat zich overhalen om de grens naar de Verenigde Staten overgesmokkeld te worden, op zoek naar een goede baan om voor haar zoontje en zichzelf te zorgen. Enkele seconden nadat ze al over de grens haar paspoort afgeeft, voelt ze nattigheid. Terecht, ze wordt achter in een busje gegooid. Het meisje dat met haar meegesmokkeld is, rent weg, maar wordt doodgereden wanneer ze voor een passerende wagen holt. De smokkelaars maken zich met Veronika uit de voeten.

### Verhaal
Het Mexicaanse meisje Adriana (Paulina Gaitán) viert met haar vriendinnetjes haar verjaardag, wanneer haar oudere broer Jorge (Cesar Ramos) met een nieuwe meisjesfiets de trap afkomt. Cadeautje. Het meisje is dolblij, maar hun moeder moet niets van het rijwiel hebben. Hoewel Jorge niets zegt, weet ze zeker dat hij er niet eerlijk aankwam. Dat blijkt terecht. Wanneer haar zoon zich buiten bij zijn vrienden voegt, zoekt hij met een mapje foto's van naakte meisjes toeristen op, om te kijken of ze geïnteresseerd zijn. Eenmaal beet, lokt hij die een steegje in, waar ook zijn vrienden tevoorschijn komen. Onder dreiging van als echt lijkende pistolen beroven ze hem.
Adriana is inmiddels stiekem op straat gaan fietsen, wanneer een wagen haar begint te achtervolgen. Bang geworden, probeert ze te vluchten, maar valt. Onder leiding van Vadim Youchenko (Pasha Lychnikoff) werkt een groepje mannen haar snel in de wagen en gaat ervandoor. De buurtbewoners doen net of ze niets zien, uit angst voor de mannen, voor wie dit niet de eerste keer is. Als Jorge even later een jongetje voorbij ziet rijden op de fiets van zijn zusje, schrikt hij. Het jongetje wijst hem aan waar hij de fiets vandaan heeft, waarop Jorge informatie gaat zoeken. De plaatselijke criminele baas Don Victor (José Sefami) vertelt hem dat zeer waarschijnlijk de Russen zijn zusje hebben en haar zullen verhandelen in de kinderprostitutie. Eenmaal de grens over, zal ze zo snel en zo vaak van eigenaar wisselen dat ze voorgoed onvindbaar wordt.
Jorge, wiens vrienden inmiddels zijn afgehaakt uit angst voor de Russische bende, gaat op zoek. Wanneer hij per toeval zijn zusje achter in een busje geladen ziet worden, steelt hij de wagen van zijn maten en zet op afstand de achtervolging in. Eenmaal bij de grens heeft hij een probleem, namelijk hoe die over te komen. Politieman in burger Ray Sheridan (Kevin Kline) komt daar achter wanneer hij de grens over is en geklop in zijn kofferbak hoort. Jorge springt eruit en denkt ervandoor te gaan, maar de politieman is hem makkelijk de baas. Deze wil in eerste instantie naar de politie gaan met Jorge, maar gelooft gaandeweg het verhaal van de jongen. Sheridan heeft tien jaar geloofd dat het dochtertje van zijn voormalige minnares van een andere man was. Zijn ex liet hem bij haar dood een brief na waarin ze alsnog toegeeft dat het zijn kind is. Het meisje lijkt met grote zekerheid echter destijds in Mexico verkocht door haar moeder, die drugsverslaafd was geraakt. Sheridan was in Mexico in een laatste poging iets over het meisje te weten te komen. Nu besluit hij Jorge te helpen om samen diens zusje uit de klauwen van de mensenhandelaars te krijgen.
Adriana is tot dan het ergste bespaard gebleven. De eerder ontvoerde Veronica bevindt zich ook in het busje en laat zich telkens misbruiken wanneer de aandacht richting Adriana lijkt te gaan, Adriana beschermend. De Poolse praat zichzelf moed in door te stellen dat haar na haar eerste verkrachting toch niet nog meer pijn gedaan kan worden. Nadat de meisjes en de mensensmokkelaars Manuelo (Marco Pérez) en Alex Green (Zack Ward) opgepakt worden bij de grens, zakt de moed haar niettemin al enigszins in de schoenen. De politie gelooft namelijk niet dat ze ontvoerd zijn. De dag daarna staan de smokkelaars gewoon weer met de meisjes bij de grens voor poging twee, die slaagt.
Wanneer de smokkelaars moeten plassen, doet Veronika of ze slaapt, naast de slapende Adriana. De mannen denken veilig uit te kunnen stappen, waarna Veronika met Adriana de benen neemt. Wanneer ze veilig bij een optocht lijken aangekomen, belt Veronika met de betaaltelefoon buiten naar haar moeder in Polen, om naar haar zoontje te vragen. Deze denkt echter dat die allang bij Veronika is, omdat 'mensen met papieren' het jongetje daarvoor zijn komen ophalen. Veronika beseft dat de mensenhandelaars het zoontje ook hebben. Omdat ze te lang te afgelegen heeft staan bellen, kunnen de mannen haar en Adriana opnieuw in hun busje werken. Bij een afgelegen rotspunt stoppen ze, om Veronika de haar beloofde straf te geven. Manuelo doet zijn riem af om haar ervan langs te geven, maar weet niet dat in de ogen van Veronika alle hoop al verloren is. Ze zegt hem toe dat hij zeker gestraft zal worden voor zijn daden en springt vervolgens de afgrond in, haar dood tegemoet. Manuelo toont zich voor het eerst aangeslagen hierdoor. Adriana heeft het gebeurde gezien en beseft dat ze er nu helemaal alleen voor staat. Haar enige hoop zijn Jorge en Sheridan, waarvan zij zelf niet weet dat die naar haar op zoek zijn.
Adriana wordt afgezet bij Laura (Kate del Castillo). Deze zal haar aan de hoogste bieder op een internetveiling gaan verkopen. Wanneer Jorge en Sheridan hierachter komen, bieden ze mee en winnen de veiling. Als Sheridan het meisje gaat ophalen, vertrouwt Laura hem echter niet. Ze eist dat hij haar hier en nu ontmaagdt, om te bewijzen dat hij geen agent is. Hij mag dat privé doen in een kamertje boven, maar er dient bloed op het laken achter te blijven als bewijs. Hoewel Manuelo Adriana betrapt nadat ze zichzelf in de badkamer aan het bloeden heeft gemaakt, houdt hij zijn mond over de nepperij, zodat de twee kunnen vertrekken. Een aanval van de toegeslopen Jorge op hem gooit bijna roet in het eten, maar wanneer Laura haar geweer trekt, komt de politie tevoorschijn en rekent de mensenhandelaars in. Zonder dat Sheridan het wist, hielden ze hem in de gaten, nadat hij eerder zijn verontwaardiging liet blijken dat ze hem niet hielpen met Adriana, omdat één meisje een te kleine radar in het wiel zou zijn dat de politie wil ontwrichten.

### Epiloog
Het wordt duidelijk waarom Jorge zijn zusje in de kerk afzet en zelf direct omdraait. In een onguur straatje loopt Vadim op een groepje prostituees af, dat wordt tentoongesteld. Jorge zag hem eerder bij het busje waarmee zijn zusje vervoerd werd door haar ontvoerders. Hij trekt zijn mes, loopt in de rug op Youchenko toe en steekt hem dood. In de laatste scène ziet de kijker hoe een weglopende Jorge omkijkt, wanneer het zoontje van Youchenko naar buiten holt en om zijn vader roept.